# Hercostomus convergens
Hercostomus convergens är en tvåvingeart som först beskrevs av Van Duzee 1920.  Hercostomus convergens ingår i släktet Hercostomus och familjen styltflugor.
Artens utbredningsområde är South Dakota. Inga underarter finns listade i Catalogue of Life.